# Dynamenella mossambicus
Dynamenella mossambicus là một loài chân đều trong họ Sphaeromatidae. Loài này được Ortiz, Berze-Freire & Wasikete miêu tả khoa học năm 1990.